# Cystinose
Die Cystinose oder Zystinose, gelegentlich auch als Amindiabetes bezeichnet, ist eine Cystinspeicherkrankheit, die auf einer Transportstörung des Cystins aus den Lysosomen basiert. Das schwer lösliche Cystin wird vor allem in retikuloendothelialen Zellen verschiedener Organe gespeichert. Besonders betroffen sind hierbei Cornea, Bindehaut, Leber, Milz, Lymphknoten und Knochenmark. Während die Cystinspeicherung in den genannten Organen meist keine wesentlichen klinischen Symptome verursacht, kommt es in der Niere zu schweren Funktionsstörungen.
Selten verwendete synonyme Bezeichnungen sind Lignac-Syndrom, Abderhalden-Fanconi-Syndrom für die im Kindesalter auftretende Form der Erkrankung und Bürki-Rohner-Cogan-Syndrom für die Erwachsenenform.
Die Erstbeschreibung stammt aus dem Jahre 1903 durch den schweizerischen Arzt Emil Abderhalden

## Vorkommen
Die Häufigkeit wird mit 1 auf 100.000 bis 200.000 Neugeborene angegeben, die Vererbung erfolgt autosomal-rezessiv.

## Ursache
Der Erkrankung liegen Mutationen im CTNS-Gen auf Chromosom 17 Genort p13.2 zugrunde, das für das lysosomale Membranprotein Cystinosin kodiert. Cystinosin ist für den Transport von Cystin aus dem Lysosom verantwortlich. Die Cystinose ist bei etwa 5 % Ursache kindlichen Nierenversagens.

## Einteilung
Man unterscheidet drei Formen der Erkrankung nach ihrem Schweregrad und Krankheitsbeginn:
- Infantile oder nephropathische Cystinose ist die häufigste Form, erste Symptome im ersten Lebenshalbjahr[5]
- Juvenile (Adoleszente, intermediäre) Form mit Krankheitsbeginn im Alter von 5–6 Jahren[6]
- Okuläre (non-nephropathische) Form (Erwachsenenform), meist asymptomatisch, lediglich eine Photophobie kann vorliegen[7]

## Symptome
Nach den ersten symptomfreien Lebensmonaten beginnt die Krankheit mit unspezifischen Allgemeinsymptomen wie Appetitlosigkeit, Erbrechen, chronischer Verstopfung, Gewichtsstillstand, unklarem Fieber, Dystrophie, Polydipsie, Polyurie und einer Vitamin-D-refraktären Rachitis. Die intellektuelle Entwicklung ist bei den zumeist hellblonden und lichtscheuen Patienten in der Regel nicht beeinflusst. Mit einer Spaltlampenuntersuchung können viele licht-streuende Cystinkristalle in der Cornea und Konjunktiva nachgewiesen werden. Durch die geschädigten Nieren kommt es zu Wasser- und Elektrolytverlusten (v. a. Hypokaliämie) und Ansäuerung des Blutes (=Azidose). Besonders im Verlauf von Infekten kann dies bei Säuglingen und Kleinkindern zu schweren Stoffwechselentgleisungen und Kraftlosigkeit führen. Außerdem kann es zu Spontanfrakturen und so genannten Pseudofrakturen kommen.
Die Cystinose tritt in vielen verschiedenen Verlaufsformen auf. So gibt es auch Fälle, bei denen erste Symptome erst im 10. bis 12. Lebensjahr auftreten (benigne Form), der Verlauf ist aber um vieles schneller, so dass auch diese Jugendlichen bald einen Nierenschaden und andere Symptome aufweisen. Die adulte Form wird erst bei Erwachsenen entdeckt, dann sind meist Kristallablagerungen in den Augen das einzige Symptom.

## Labordiagnostik
Beweisend ist der quantitative Nachweis einer intrazellulären Cystinvermehrung in peripheren Lymphozyten, Hautfibroblasten und aus einer Amnionzellkultur (pränatale Diagnostik).

## Differentialdiagnostik
Abzugrenzen sind andere Erkrankungen, die ein renales Fanconi-Syndrom (Glukosurie, generalisierte Aminoazidurie, tubuläre Proteinurie) verursachen:
Lowe-Syndrom, Dent-Syndrom, Galaktosämie, Hereditäre Fruktoseintoleranz, Tyrosinämie, mitochondriale Nephropathien, Wilson-Krankheit, Fanconi-Bickel-Syndrom, Lysinurische Proteinintoleranz, idiopathisches oder sekundäres Fanconi-Syndrom
sowie Krankheiten, die Hyperphosphaturie und Rachitis verursachen, und Proteinurie unbekannter Ursache.
Bei der Okulären Form kommt differentialdiagnostisch ein Multiples Myelom infrage.

## Therapie
Diese ist bisher symptomatisch, trägt jedoch wesentlich zur Lebensverlängerung in gutem Allgemeinzustand bei. Elektrolyt- und pH-Wertverschiebungen müssen beobachtet und gegebenenfalls korrigiert werden. Die Rachitis wird mit hohen Vitamindosen behandelt. Eine cystinentspeichernde Therapie erfolgt mit Cysteamin, in Tablettenform für den Körper und in Tropfen- beziehungsweise Salbenform für die Augen. Mittlerweile gibt es Nachfolgemedikamente names Cystagon, und das neueste Procysbi. Eingenommen werden Medikamente alle 6 Stunden bzw. heute eher alle 12 Stunden, somit ist zumindest die Nachtruhe an sich gewährleistet. Bei urämischem Endzustand ist eine Hämodialyse und gegebenenfalls eine Nierentransplantation nötig.